# Pandanus faviger
Pandanus faviger là một loài thực vật có hoa trong họ Dứa dại. Loài này được Backer miêu tả khoa học đầu tiên năm 1925.